# XVIIe concile de Tolède

Le dix-septième concile de Tolède s'est tenu à Tolède, dans le royaume wisigothique, actuelle Espagne, en 694, sous le règne du roi Égica. Ce fut le troisième concile sous son règne et ce concile visait, comme le XVIe concile de Tolède, les Juifs dont le roi semble avoir eu une profonde méfiance et aversion.

## Déroulement
Le concile démarre le 9 novembre 694.

## Canons
Le roi ouvre le synode en prétendant qu'il avait entendu que des Juifs renversaient leurs dirigeants chrétiens à l'étranger et que les Juifs ibériques conspiraient également afin de mettre fin à la religion chrétienne une fois pour toutes. Le concile décrété donc, dans son canon huit, que tous les Juifs, sauf ceux en Septimanie (Narbonnaise), devaient être privés de leurs biens, biens qui devait être donnés à leurs esclaves chrétiens, et que ces juifs se verraient réduit en esclavage. Leurs maîtres ont été choisis par le roi et devaient être tenus par contrat de ne jamais permettre la pratique de la religion juive à nouveau. Cependant, il est à peu près certain que, au moins dans certaines régions d'Espagne, ces règlements n'ont pas été strictement appliquées, bien que dans d'autres, ils l'étaient certainement.
Le conseil a tente également de protéger la vie de la femme d'Egica et de ses enfants après sa mort, sachant le mal qui pourrait s'abattre sur la famille royale lors d'une succession, et les évêques prient pour leurs âmes.
1. Au début du synode de tous les évêques doivent jeûner trois jours en l'honneur de la Sainte Trinité, et cette fois, sans la présence des laïcs, ainsi que tenir une conversation sur les doctrines de la foi et l'amélioration des mœurs du clergé. Après cela, ils doivent passer à d'autres sujets.
2. Au début du Carême, période à laquelle il n'y a plus de baptêmes, sauf en cas d'extrême nécessité, le font doit être scellé par l'évêque avec son anneau, et ainsi le rester jusqu'à ce que le décapage de l'autel, à la fête de la Cène du Seigneur (Domini Coena - Jeudi Saint).
3. Le lavement des pieds à la fête de la Cène du Seigneur, tombée en désuétude dans certains endroits, doivent être respectée partout.
4. Les vases sacrés et autres objets d'ornement de l'Église ne peuvent être dépensés par le clergé pour eux-mêmes, ni vendu, etc.
5. Certains prêtres organisent des messes pour les morts, en faveur des vivants qui pourraient bientôt mourir. Le prêtre qui fait cela, et la personne qui le porte à le faire, doit à la fois être déposé et toujours subir l’anathème et excommunié. Ce n'est que sur leur lit de mort que peut être, à nouveau, administré la communion.
6. Durant toute l'année, des litanies avec intercessions devront en dire autant de l'Église, pour le roi et le peuple, afin que Dieu leur pardonne tout.
7. Les anciennes lois pour assurer la sécurité de la famille royale sont renouvelés.
8. Les Juifs ayant ajouté à leurs autres crimes celui de vouloir renverser le pays et le peuple, ils doivent être sévèrement punis. Ils l'ont fait après avoir reçu le baptême, et, cependant, par manque de foi, ils l'ont de nouveau souillé. Ils sont privés de leurs biens au profit du trésor public, et doivent être faits esclaves à jamais. Ceux à qui le roi les envoie comme esclaves doivent veiller à ce qu'il ce pratiquent plus leurs usages juifs, et leurs enfants doivent être séparés d'eux, à l'âge de sept ans, et devront se marier avec des chrétiens.

## Les effets du concile
Ce concile, et plus généralement tous les conciles de Tolède, restent la meilleure source d'information pour cette période de l'histoire espagnole.